# 5871 Боббелль
5871 Боббелль (5871 Bobbell) — астероїд головного поясу, відкритий 11 лютого 1989 року.
Тіссеранів параметр щодо Юпітера — 3,914.